# Mechové jezírko (Karkonosze)
Mchowe jeziorko (czes. Mechové jezírko) – jezioro morenowe, jedyne jezioro pochodzenia polodowcowego na obszarze czeskich Karkonoszy. Powstało w pozbawionym odpływu zagłębieniu w obrębie moreny, związanej z jęzorem lodowca górskiego znajdującego się w plejstocenie w Kotelní jámach. Na dnie i na powierzchni wody jeziorka znajduje się w obfitości torfowiec Dusena. Do jeziora nie ma dojścia dla turystów.